# Gelanoglanis
Gelanoglanis es un género de peces actinopeterigios de agua dulce, distribuidos por ríos de la vertiente atlántica de América del Sur.

## Especies
Existen cuatro especies reconocidas en este género:
- Gelanoglanis nanonocticolus Soares-Porto, Walsh, Nico y Netto, 1999
- Gelanoglanis pan Calegari, Reis y Vari, 2014
- Gelanoglanis stroudi Böhlke, 1980
- Gelanoglanis travieso Rengifo y Lujan, 2008